# Roberto Telch
Roberto Marcelo Telch (San Vicente, 1943. november 6. – Buenos Aires, 2014. október 12.) válogatott argentin labdarúgó, középpályás.

## Pályafutása

### Klubcsapatban
1962 és 1975 között a San Lorenzo, 1976 és 1979 között az Unión SF, 1980-ban a Colón labdarúgója volt. A San Lorenzo csapatával három bajnoki címet szerzett.

### A válogatottban
1964 és 1974 között 24 alkalommal szerepelt az argentin válogatottban és két gólt szerzett. Részt vett az 1974-es NSZK-beli világbajnokságon.

## Sikerei, díjai
San Lorenzo
- Argentin bajnokság
  - bajnok (3): 1968, 1972, 1974